# Културни туризам
Културни туризам је веома распрострањена врста туристичког промета. Његову основу чини задовољавање културне потребе са различитим модалитетима, што значи да се нешто ново види, ближе упозна, да се оствари посебан доживљај и сл. Културни туризам је истовремено и резултат и фактор материјалног и духовног прогреса људског друштва.

## Основне карактеристике културног туризма
- посећеност већег броја разноврсних мотива;
- усмереност кретања како ка културним, тако и ка природним мотивима;Учеснике културних туристичких кретања привлаче културне вредности минулих цивилизација (египатске пирамиде, Помпеја у Напуљу, Акропољ у Атини, Колосеум у Риму и сл.), али и природни мотиви са израженим естетским и куриозитетним атрибутима ( Плитвичка језера, Постојнска јама, вулканске купе, као што је рецимо Везув и сл.).
- релативно кратки туристички боравци; Атрактивно дејство мотива у културним кретањима манифестује се, углавном, разгледањем, тако да је задржавање туриста, иако зависно од интензитета културне потребе, у просеку знатно краће него код рекреативног кретања.
- већи радијус кретања; Чињеница је да су културни фактори, поред економских, пресудни у покретању туриста, што значи да је код њих снажно изражена жеља да се види и упозна нешто ново. Уколико је та жеља јаче изражена, утолико је и радијус кретања у културном туризму већи.
- мања сезоничност туристичких кретања; Атрактивно дејство културних мотива углавном је постојано током целе године, независно од промене климатских услова, што није карактеристично за већину рекреативних туристичких мотива. Значи да је релативно мања сезоничност културних кретања условљена мањим утицајем климе као фактора опште покретљивости туриста.
- релативно висока и разноврсна туристичка потрошња; Клијентела која учествује у културним кретањима одликује се релативно великом куповном моћи и високим нивоом културе, због чега понуда у овом сегменту тражње мора бити фокусирана на мотиве велике атрактивности и висок ниво услуга, уз квалитетна и објективна средства пропаганде.[1]

## Пораст културног туризма у свету
Крај 20. века обележио је прогресиван раст културног туризма у свету, са тенденцијом да буде још убрзанији у 21. веку. Кључни чиниоци који објашњавају овакав успон културних туристичких кретања огледају се у следећем:
1. Културни туризам доживљава своју експанзију услед све веће дивергенције културне туристичке тражње
2. Прогресивно се повећава свест државних и локалних органа као и привредног сектора о огромним могућностима туристичке валоризације културне баштине, имајући у виду значајне економске ефекте који из тога проситичу
3. Институције задужене за очување и одржавање културн-историјског наслеђа испољавају наглашено интересовање за развој туристичког промета
4. Континуирани раст укупних туристичких кретања у свету, како домаћих тако и међународних, доводи до појаве и развоја све већег броја различитих туристичких места и подручја која располажу могућностима за развој културног туризма.[1]

## Културни туристички мотиви
Све мотиве који задовољавају културну туристичку потребу кретања називамо културним туристичким мотивима, за њих су најчешће везани атрибути естетског и знаменитог. Према пореклу, културни мотиви се могу поделити на следеће врсте:
- етносоцијални
- уметнички
- амбијентални
- манифестациони
- пејзажни мотиви

##### Етносоцијални мотиви
Ова група мотива обухвата у целини живот неког народа, његову материјалну и духовну културу (језик, фолклор, народна ношња, кухиња..)

##### Уметнички мотиви
Ова група мотива одражава интересовање туриста за уметничке споменике, који могу бити историјски и савремени. Уметнички мотиви се деле на:
1. архитектонске
2. ликовне
3. театралне

##### Амбијентални мотиви
То су мање или веће просторне целине, па и појединачни грађевински објекти, који поседују неке од атрибута туристичке атрактивности (хидроцентрале, индустријски рејони, аеродроми, мотели, тргови, булевари..)

##### Манифестациони мотиви
Односе се на врсту и значај приредби и манифестација (културне, политичке, уметничке, спортске, забавне) које узрокују туристичка кретања.

##### Пејзажни мотиви
То су комплексни туристички мотиви састављени од природних и антропогених елемената. Разликују се 3 основна типа пејзажа:
1. равничарски
2. планински
3. приморски

## Галерија
- Колосеум споља
- Унутрашњост Колосеума
- Торањ у Пизи
- Акропољ
- Шенбрун у Бечу
- Шенбрун
- Саграда фамилиа
- Музеј Салвадора Далија
- Ајфелова кула
- Ријкс музеј
- Москва
- Црква Госпа од Анђела у теснацу Вериге (Црна Гора)